# Sol Invictus (groupe)
Pour les articles homonymes, voir Sol Invictus.
Sol Invictus est un groupe britannique de néofolk, originaire de Londres, en Angleterre. Il est formé en 1987 par Tony Wakeford. Tout d'abord consistant en expérimentation électronique combinées à des guitares folk, le son de Sol Invictus deviendra plus néo-classique et aura une forte influence sur le développement de la musique néofolk. Wakeford a été le seul membre constant du groupe depuis sa conception, bien que de nombreux musiciens aient joué et collaboré avec Sol Invictus

## Histoire
Le nom du groupe trouve ses origines dans l'empire romain de l'ère pré-chrétienne. Il est basé sur le culte du Sol Invictus. Wakeford a choisi le nom, qui en latin signifie 'Soleil Invaincu', car « Le soleil a toujours été un symbole important et le culte du Sol Invictus a failli détrôner le christianisme. J'aime aussi la sonorité latine. »
Wakeford enregistre un album de sa propre composition, Above the Ruins, dans lequel on trouve un son post-punk et dark rock influencé par son travail avec Death in June. Après quelques années de discrétion, Wakeford crée Sol Invictus en 1987 avec l'aide de Ian Read et Karl Blake. Wakeford restera la tête pensante et le principal compositeur du groupe.
En 1987, sort le premier album de Sol Invictus, un EP intitulé Against the Modern World. Tony Wakeford participe déjà à cette époque à certains travaux de David Tibet (Current 93). Deux ans plus tard sort In The Jaws of the Serpent, un enregistrement live. C'est surtout avec l'album Sol Veritas Lux en 1990 que Sol Invictus sera remarqué. La musique qui a pris en ampleur, en force et en identité est d'une noirceur extrême et les compositions très prenantes sont à présent bien plus originales. La présence de Ian Read (Fire + Ice) et de Douglas Pearce (Death in June) sont à noter sur cet enregistrement. En 1989 sort Lex Talionis, qui est l'album le plus important dans l'histoire du groupe, auquel participent Current 93 et Nurse With Wound.
Wakeford fonde son propre label, Tursa, et propose dès fin 1990, Trees In Winter, un album majeur de la discographie de Sol Invictus. Le disque est gorgé de mélancolie et l'approche semble moins frontale. La mélodie y tient une place de choix et certaines compositions restent encore comme rarement égalées. Ian Read est toujours présent aux vocaux aux côtés de Wakeford. L'artiste compose vite et sa notoriété dans le milieu croit. En 1992, Sol Invictus est de retour avec King and Queen qui marque là le style de Wakeford. Composé d'instruments traditionnels tels que la guitare, le violon, le violoncelle ou le piano, la musique de Sol Invictus prend une ampleur inattendue, et Sol Invictus est en passe de devenir une pierre fondatrice de la scène dark folk.
En 2014, le groupe revient avec un nouvel album intitulé Once upon a Time toujours au label Prophecy Productions. L'album comprend 15 morceaux et fait participer une formation composée de Caroline Jago (basse), Clive Giblin (guitares), Eilish Mccracken (violon, flûte), Lesley Malone (batterie), Renee Rosen (violon), et Tony Wakeford (chant, guitares). Le 11 avril 2017, Sol Invictus joue à l'Underworld de Londres, accompagné par Of the Wand et The Moon and King Dude.

## Idéologie de Wakeford
Wakeford est un membre fondateur de Death in June avec Douglas Pearce mais est écarté du groupe à cause de son appartenance au Front national britannique. Wakeford s'est depuis éloigné de toute idée extrémiste et a d'ailleurs épousé une femme juive, Renée Rosen.
Il s'est clairement expliqué à ce sujet sur le site de son label en février 2007 : « Il y a de nombreuses années, j'ai été membre du National Front. Cela a probablement été la pire décision de ma vie et celle que je regrette le plus. Cependant, je n'ai plus aucune connexion, sympathie ou intérêt dans les idées que j'ai eu il y a environ 20 ans. Un certain nombre de mes amis et de musiciens avec qui je travaille (y compris ma femme depuis 8 ans), mon bassiste, percussionniste et mon ingénieur/producteur, seraient, au mieux, sujets de discriminations ou, au pire, morts, si un parti d'extrême droite avait le pouvoir. Aucun des artistes avec qui je travaille n’ont ce genre de convictions et je doute qu'ils voudraient travailler avec moi s'ils pensaient que je partageais ce type de point de vue. Je suis prêt à discuter de cette question en privé avec des amis, des associés et avec ceux qui sont réellement intéressés par ma musique ou qui désirent travailler avec moi. »

## Style musical et image
Le son du groupe est tout d'abord assez primitif et brut. Cependant, leur musique évolue vers un son plus fin, plus classique, notamment grâce à l'apport de musiciens tels que Eric Roger, Matt Howden, et Sally Doherty.
L'imagerie et les paroles du groupe, principalement dans ses débuts, était fortement influencé par un traditionalisme radical et une antipathie envers le monde moderne et le matérialisme. La plus grande influence de Wakeford est le philosophe Italien, Julius Evola. Le titre du premier album de Sol Invictus, Against the Modern World est une allusion au livre d'Evola, Révolte contre le monde moderne, et la chanson Amongst the Ruins est une allusion au livre Les Hommes au milieu des ruines.
Le groupe est aussi fortement influencé par les thèmes païens et le culte de mithra, exprimant ainsi une révolte contre le christianisme: on peut entendre dans  l'album The Blade sorti en 1997 un chant odinique, Gealdor. Les textes de Wakeford tentent d'exprimer un romantisme maudit, dans lesquels il pleure la disparition de la beauté, de l'amour et de la culture. Il fait un constat dans lequel l'influence Américaine est nocive à l'Europe. C'est le thème principal de la fameuse chanson Death of the West.
Sol Invictus a très souvent utilisé l'œuvre du peintre et compositeur ambient américain Tor Lundvall pour ses pochettes.

## Discographie
- 1987 :  Against the Modern World (mini EP)
- 1989 :  In the Jaws of the Serpent (album live)
- 1989 : Lex Talionis (coffret avec Current 93 et Nurse With Wound)
- 1989 : Fields (12" avec Current 93 et Nurse With Wound)
- 1990 : Sol Veritas Lux
- 1990 : Abattoirs of Love
- 1990 : Lex Talionis
- 1990 : Trees in Winter (CD/LP)
- 1991 :  The Killing Tide (CD/LP)
- 1992 :  Death in June/Current 93/Sol Invictus (CD live avec Death in June et Current 93)
- 1992 :  Looking for Europe (7")
- 1992 :  The Lamp of the Invisible Light (7" morceau de compilation)
- 1992 :  Somewhere in Europe/See the Dove Fall (7")
- 1992 : Let Us Prey (album live)
- 1992 : King and Queen
- 1994 : The Death of the West
- 1995 : In the Rain
- 1997 : The Blade
- 1998 : In Europa
- 1998 : All Things Strange and Rare (compilation)
- 1999 : In a Garden Green
- 2000 :  Trieste
- 2000 : The Hill of Crosses
- 2000 : Eve
- 2001 : Brugge (concert live, 3 février 1996)
- 2002 : Thrones
- 2003 : The Giddy Whirls of Centurie (compilation)
- 2004 : The Angel (compilation)
- 2005 : The Devil's Steed
- 2011 : The Cruellest Month
- 2011 : The Collected Works (coffret 27xCD/3xDVD)
- 2014 : Once Upon a Time
- 2017 : Ghostly Whistlings (compilation)
- 2018 : Necropolis